# Apoula Edel
Apoula Edima Edel (ur. 17 czerwca 1986 w Jaunde) – kameruński piłkarz grający na pozycji bramkarza posiadający także obywatelstwo armeńskie, reprezentant Armenii.

## Kariera klubowa
Edel urodził się w stolicy Kamerunu, Jaunde. Karierę piłkarską rozpoczął w klubie PWD Kumba. Następnie jako nastolatek wyjechał do Armenii i został zawodnikiem klubu Piunik Erywań. W 2002 roku awansował do kadry pierwszego zespołu i wówczas zadebiutował w jego barwach w pierwszej lidze ormiańskiej. W latach 2002–2006 pięciokrotnie z rzędu został z Piunikiem mistrzem Armenii.
W 2006 roku Edel odszedł z Piunika Erywań do rumuńskiego Rapidu Bukareszt. 12 października 2006 zadebiutował w pierwszej lidze rumuńskiej w zwycięskim 4:0 domowym meczu z Glorią Bystrzyca. W zespole Rapidu był dublerem Dănuța Comana. Na początku 2007 roku został wypożyczony do KAA Gent, ale nie rozegrał żadnego spotkania. W klubie z Gandawy przegrał rywalizację o miejsce w składzie z Frédérikiem Herpoelem.
Latem 2007 Edel trafił do Paris Saint-Germain. Początkowo grał w rezerwach tego klubu, a w sezonie 2009/2010 został rezerwowym dla Grégory’ego Coupeta. W Ligue 1 zadebiutował 28 listopada 2009 w meczu z AJ Auxerre (1:0). W 85. minucie meczu Coupet złamał nogę, wobec czego Edel został podstawowym bramkarzem PSG.
W 2011 roku Edel przeszedł do Hapoelu Tel Awiw. W sezonie 2011/2012 zdobył z nim Puchar Izraela. W 2014 przeszedł do indyjskiego Atlético de Kolkata.
| Sezon   | Klub                  | Kraj    | Rozgrywki        | Mecze | Bramki |
| ------- | --------------------- | ------- | ---------------- | ----- | ------ |
| 2002    | Piunik Erywań         | Armenia | Barcragujn chumb | 2     | 0      |
| 2003    | Piunik Erywań         | Armenia | Barcragujn chumb | 21    | 0      |
| 2004    | Piunik Erywań         | Armenia | Barcragujn chumb | 23    | 0      |
| 2005    | Piunik Erywań         | Armenia | Barcragujn chumb | 12    | 0      |
| 2006    | Piunik Erywań         | Armenia | Barcragujn chumb | 0     | 0      |
| 2006/07 | Rapid Bukareszt       | Rumunia | Liga I           | 9     | 0      |
| 2006/07 | KAA Gent              | Belgia  | Eerste Klasse    | 0     | 0      |
| 2007/08 | Paris Saint-Germain B | Francja | CFA              | 29    | 0      |
| 2008/09 | Paris Saint-Germain B | Francja | CFA              | 2     | 0      |
| 2009/10 | Paris Saint-Germain   | Francja | Ligue 1          | 23    | 0      |
| 2010/11 | Paris Saint-Germain   | Francja | Ligue 1          | 24    | 0      |
| 2011/12 | Hapoel Tel Awiw       | Izrael  | Ligat ha’Al      | 34    | 0      |
| 2012/13 | Hapoel Tel Awiw       | Izrael  | Ligat ha’Al      | 30    | 1      |
| 2014    | Atlético de Kolkata   | Indie   | Super League     | 9     | 0      |
| 2014/15 | Hapoel Tel Awiw       | Izrael  | Ligat ha’Al      | 8     | 0      |
| 2015    | Atlético de Kolkata   | Indie   | Super League     | 13    | 0      |
| 2016    | Atlético de Kolkata   | Indie   | Super League     |       |        |

## Kariera reprezentacyjna
Apoula posiada zarówno kameruńskie, jak i ormiańskie obywatelstwo. Wybrał grę w reprezentacji Armenii. W niej zadebiutował 9 lutego 2004 roku w zremisowanym 3:3 towarzyskim spotkaniu z Kazachstanem.